# Coptodon dageti
Coptodon dageti es una especie de peces de la familia Cichlidae en el orden de los Perciformes.

## Morfología
Los machos pueden llegar alcanzar los 40 cm de longitud total y los  1000 g de peso.

## Distribución geográfica
Se encuentran en África: río Níger, lago Chad y el curso superior del río Senegal.